# Resele socken
Resele socken i Ångermanland ingår sedan 1971 i Sollefteå kommun och motsvarar från 2016 Resele distrikt.
Socknens areal är 544,90 kvadratkilometer, varav 526,20 land. År 2014 fanns här 583 invånare. Kyrkbyn Resele med sockenkyrkan Resele kyrka ligger i socknen. Andra byar inkluderar bland annat Gåsnäs, Selsjön, Västerrå och Österrå.

## Administrativ historik
Resele socken har medeltida ursprung. 
Vid kommunreformen 1862 övergick socknens ansvar för de kyrkliga frågorna till Resele församling och för de borgerliga frågorna bildades Resele landskommun. Landskommunen utökades 1952 och uppgick 1971 i Sollefteå kommun.
1 januari 2016 inrättades distriktet Resele, med samma omfattning som församlingen hade 1999/2000.  
Socknen har tillhört fögderier, tingslag och domsagor enligt vad som beskrivs i artikeln Ångermanland.  De indelta båtsmännen tillhörde Andra Norrlands förstadels båtsmanskompani.

## Geografi
Resele socken ligger kring Ångermanälven norr om Sollefteå. Socknen har odlingsbygd vid älven och är i övrigt en kuperad, sjörik skogsbygd som i norr når 500 meter över havet.

## Fornlämningar
Sju kända gravhögar från järnåldern är de nordligaste funna i Ådalen.  Drygt 100 fångstgropar har påträffats.

## Namnet
Namnet (1344 Resild) innehåller efterleden sel, 'lugnvatten i å eller älv' och ett område med lugnvatten finns i älven vid kyrkan.  Förleden kan innehålla re, 'flat jordplatå; terrassliknande jordformation' syftande på området runt kyrkan.

## Befolkningsutveckling
| Befolkningsutvecklingen i Resele socken 1750–1990                                                        | Befolkningsutvecklingen i Resele socken 1750–1990 | Befolkningsutvecklingen i Resele socken 1750–1990 | Befolkningsutvecklingen i Resele socken 1750–1990 | Befolkningsutvecklingen i Resele socken 1750–1990 |
| --- | ------------------------------------------------- | ------------------------------------------------- | ------------------------------------------------- | ------------------------------------------------- |
| |                                                   |                                                   |                                                   |                                                   |
| År |                                                   |                                                   | Folkmängd                                         |                                                   |
| 1750 | 1750                                              |                                                   | 497                                               |                                                   |
| 1760 | 1760                                              |                                                   | 531                                               |                                                   |
| 1769 | 1769                                              |                                                   | 520                                               |                                                   |
| 1780 | 1780                                              |                                                   | 673                                               |                                                   |
| 1790 | 1790                                              |                                                   | 726                                               |                                                   |
| 1810 | 1810                                              |                                                   | 768                                               |                                                   |
| 1820 | 1820                                              |                                                   | 874                                               |                                                   |
| 1830 | 1830                                              |                                                   | 951                                               |                                                   |
| 1840 | 1840                                              |                                                   | 1 070                                             |                                                   |
| 1850 | 1850                                              |                                                   | 1 282                                             |                                                   |
| 1860 | 1860                                              |                                                   | 1 513                                             |                                                   |
| 1870 | 1870                                              |                                                   | 1 666                                             |                                                   |
| 1880 | 1880                                              |                                                   | 1 952                                             |                                                   |
| 1890 | 1890                                              |                                                   | 2 355                                             |                                                   |
| 1900 | 1900                                              |                                                   | 2 520                                             |                                                   |
| 1910 | 1910                                              |                                                   | 2 514                                             |                                                   |
| 1920 | 1920                                              |                                                   | 2 718                                             |                                                   |
| 1930 | 1930                                              |                                                   | 2 425                                             |                                                   |
| 1940 | 1940                                              |                                                   | 2 265                                             |                                                   |
| 1950 | 1950                                              |                                                   | 1 897                                             |                                                   |
| 1960 | 1960                                              |                                                   | 1 479                                             |                                                   |
| 1970 | 1970                                              |                                                   | 1 026                                             |                                                   |
| 1980 | 1980                                              |                                                   | 927                                               |                                                   |
| 1990 | 1990                                              |                                                   | 870                                               |                                                   |
| Anm: Källor: Umeå universitet - Tabellverket 1749-1859, Demografiska databasen, CEDAR, Umeå universitet. |                                                   |                                                   |                                                   |                                                   |